# Libre-pensée
Cet article traite du mouvement intellectuel libre-penseur et ne doit pas être confondu avec les principes de liberté d'opinion, liberté de pensée et de libre examen. Pour l'association du même nom, voir Fédération nationale de la libre pensée.
 (mai 2017).
La notion de libre-pensée, apparue pour la première fois dans un discours de Victor Hugo de 1850, désigne un mode de pensée et d'action débarrassé des postulats religieux, philosophiques, idéologiques ou politiques, mais qui se fierait principalement aux propres expériences existentielles du libre-penseur, à la logique et à la raison (rationalisme, empirisme pour se faire une opinion, doute pour éviter tout dogme).
Dans la pratique, même si tous les libre-penseurs s'affirment rationalistes, leur idéal est difficile à atteindre et la nature contestataire des mouvements libres-penseurs, l'opposition en particulier aux autorités et aux dogmes religieux qui y est centrale, ainsi que les divergences sur les moyens à employer pour parvenir à des sociétés moins inéquitables, ont mené à des scissions entre libres-penseurs athées, agnostiques ou déistes.

## Définition
Il existe des liens étroits entre la libre-pensée, l'athéisme, le scepticisme, le rationalisme ou encore l'humanisme. Toutefois, la définition précise de la libre-pensée n'a jamais fait l'objet d'un consensus.
Par exemple, en principe, un libre-penseur peut croire en l'existence d'un dieu, si la base de cette conviction est un argument rationnel, plutôt qu'un argument fondé sur une autorité ou une tradition. Toutefois, certains libre-penseurs athées, qui considèrent qu'il n'y a pas d'argument rationnel en faveur de l'existence d'un dieu, auront du mal à accepter que de tels croyants se disent libre-penseurs. Chez certains libres-penseurs (particulièrement en Belgique), cette attitude fait également intervenir la notion de libre examen. La libre-pensée ne peut, selon eux, être seulement une notion d'opposition au dogme ou à des principes mais implique une capacité à examiner avec honnêteté ses propres préjugés et ses stéréotypes par introspection, car, entraînant notre adhésion systématique à une idéologie, ces derniers empêchent chez l'individu, par le conformisme qu'ils induisent, l'expression de la libre pensée.

## Histoire

### De l'antiquité à la date symbolique (1600)
De la Grèce antique à la Chine de la dynastie Song en passant par la Perse médiévale, l'histoire de la libre-pensée trouve sa richesse au travers de diverses époques et civilisations. Un auteur typique de la libre-pensée est François Rabelais. En tant que mouvement culturel, dans le monde francophone la libre-pensée est principalement issue des développements de la Révolution française.
L'année 1600 est souvent considérée comme fondatrice de la libre-pensée moderne. Le 17 février 1600, à l'instigation du pape Clément VIII, l'ancien moine dominicain Giordano Bruno est brûlé vif pour hérésie. Par cruauté et afin de le réduire au silence, on lui a cloué la langue... Mais avant et après lui, dans toute l'Europe chrétienne, maints individus meurent sur un bûcher pour avoir soutenu une opinion qui s'oppose au dogme. Citons, entre autres :
- Gherardo Segarelli († 18 juillet 1300 à Parme) ;
- Marguerite Porete († 1er juin 1310 à Paris) ;
- Walter Lollard († 1322 à Cologne) ;
- Cecco d'Ascoli († 10 septembre 1327 à Florence) ;
- Jeanne Daubenton († 1372 à Paris) ;
- Jan Hus († 6 juillet 1415 à Constance) ;
- Jérôme de Prague († 30 mai 1416 à Constance) ;
- Henri Voes et Jean Van Eschen († 1er juillet 1523 à Bruxelles) ;
- Balthazar Hubmaïer († 10 mars 1528 à Vienne) ;
- Michel Servet († 27 octobre 1553 à Genève) ;
- Francesco Gesualdo († 5 novembre 1554 à Il-Birgu, sur l'Île de Malte) ;
- Hugh Latimer et Nicholas Ridley († 16 octobre 1555 à Oxford) ;
- Thomas Cranmer († 21 mars 1556 à Oxford) ;
- Giulio Cesare Vanini († 9 février 1619 à Toulouse) ;
- Isaac de Castro Tartas († 15 décembre 1647 à Lisbonne) ;
- Diego La Matina († 17 mars 1658 à Palerme)...

### Premiers essais (1848-1871)

#### Expériences de laDeuxième République(1848-1851)
Le 21 mars 1848 : apparition de la Société démocratique des libres-penseurs. Elle est présidée par Jules Simon et l'un de ses vice-présidents était Jules Barni.
Lors de cette période, apparaissent plusieurs sociétés de libres-penseurs à Paris ou en province :
- la Société des libres penseurs, le 11 mars 1848 au sein d'une université de médecine ;
- l'Association de libres-penseurs, en 1849 à Melun, créée par de jeunes militants ;
- les Carbonari, en 1850 à Lyon.

Si ces sociétés sont « libres-penseuses » par leurs convictions, elles ne pratiquent pas encore les enterrements civils, la dernière a, elle, un comportement typiquement libre-penseur : enterrements civils, baptêmes civils comme ce libre-penseur Boniface qui « baptise au nom de la république démocratique et sociale, de la liberté, de l'égalité et de la fraternité ».

#### LeSecond Empire(1852-1870)
À la suite du coup d'État du 2 décembre 1851, les meilleurs militants de Paris et de la province furent dispersés de par le monde.

Réfugiés en Belgique, à Londres, à Jersey, en Suisse, en Amérique, ils devaient continuer en terre d’exil leur propagande. Ils furent les pionniers des premiers cercles de libre-pensée de Belgique et ailleurs, des adversaires déterminés de l’Église. Église qui donna son soutien au coup d'État et dont Victor Hugo (plus tard président d'honneur de l'Union démocratique de propagande anticléricale et de la société de Libre-Pensée de Besançon) répondra, au Te Deum du 1er janvier 1852, par ces mots :

Les proscrits sont partis, aux flancs du ponton noir,

Pour Alger, pour Cayenne ;

Ils ont vu Bonaparte à Paris, ils vont voir

En Afrique l'hyène.

Ouvriers, paysans qu'on arrache au labour,

Le sombre exil vous fauche !

Bien, regarde à ta droite, archevêque Sibour,

Et regarde à ta gauche :

Ton diacre est Trahison et ton sous-diacre est Vol

Vends ton Dieu, vends ton âme.

Allons, coiffe ta mitre, allons, mets ton licol,

Chante, vieux prêtre infâme !
Mais le décret du 25 mars 1852, s'ajoutant à la loi du 18 juin 1849, n'est pas propice à l'apparition de sociétés libres.
Ce n'est qu'au début des années 1860 que l'on peut retrouver une activité (et la création de nouvelles sociétés), grâce à la tendance de libéralisation du régime.
- De 1860 à 1862 : parution d’un hebdomadaire, Le Libre-Penseur du XIXe siècle. Journal des idées nouvelles.
- 1862 : Agis comme tu penses est créée.
- Octobre 1863 : fondation du Comité des libres-penseurs pour les enterrements civils.
- 1864 : les libres-penseurs de France et particulièrement les proscrits du 2 décembre 1851 jouent un rôle de premier plan dans la création à Londres de l’Association internationale des travailleurs (AIT), plus connue sous le nom de Première Internationale, en compagnie de Karl Marx, Bakounine, Engels, etc.
- 1866 : parution de La Libre Pensée, hebdomadaire parisien dont le gérant est Émile Eudes, qui sera général de la Commune et le rédacteur en chef, Albert Regnard. Le journal a été lancé par les blanquistes. Ainsi fut lancé, non seulement un journal, mais un mot qui devait servir d’enseigne à tout le mouvement anticlérical et antireligieux. Voir la lettre no 1 du dimanche 21 octobre 1866 (lire en ligne).
- 20 juin 1869 : création de la Société de secours mutuels des familles affranchies de toutes pratiques religieuses : aide apportée aux sociétaires en cas de maladie, accident, chômage, adoption des orphelins, assistance aux veuves.

Les libres-penseurs de France et des autres pays se rencontrent à la fin de l’Empire à Genève, au Congrès de la Libre Pensée et au Congrès de la Paix. Victor Hugo, Louis Blanc, Georges Clemenceau, Alexandre Ledru-Rollin assistent à ces congrès et collaborent à leurs travaux. En Italie, lors du concile Vatican I en 1870, se tient à Naples un anti-concile international (8 décembre 1869) au cours duquel on développe les principes de la libre-pensée et du rationalisme et on critique ardemment la politique de la Papauté.
Les enterrements civils, sous Napoléon III, sont une occasion de manifestations où se retrouvent ouvriers et étudiants ainsi que les banquets du Vendredi saint qui apparaissent dès 1869.

#### La Commune de Paris (1870-1871)
Les libres-penseurs (parmi eux Louise Michel, la « vierge rouge ») se retrouvent avec les républicains les plus énergiques et les révolutionnaires les plus décidés.
Le décret du 2 avril prononce à la fois la séparation de l’Église et de l’État, la suppression du budget des cultes ; les biens, dits de mainmorte, appartenant aux congrégations religieuses, meubles ou immeubles, sont déclarés propriétés nationales.
Il existera un Club de la libre-pensée se réunissant dans l'église de Saint-Germain-l'Auxerrois. Tavernier sera le candidat de la Libre-pensée aux élections complémentaires dans le XIe arrondissement.

### L'expansion, l'apogée et le déclin des sociétés de Libre-Pensée (1872-1940)

#### Expansion et apogée (1880-1912)
- 1880 : fondation de l’Internationale de la Libre Pensée, qui tient à Bruxelles son premier congrès la même année. Parmi les fondateurs de l’Internationale libre-penseuse, on relève les noms de Ludwig Büchner, le savant matérialiste allemand (auteur de Force et matière), Wilhelm Liebknecht, le seul député allemand qui a le courage, avec Bebel, de protester au Reichstag en 1871 contre l’annexion de l’Alsace et de la Lorraine ; Herbert Spencer, le grand sociologue, Charles Bradlaugh, le premier député anglais qui ose refuser de prêter serment sur la Bible et qui est, pour cela, expulsé de la Chambre des Communes, Annie Besant, vice-présidente de l'Internationale de Libre-Pensée ; César De Paepe, un des fondateurs du Parti ouvrier belge, Charles Renouvier, illustre philosophe français, Clémence Royer, Carl Vogt (Suisse) et Moleschott (Italie) physiologistes, Eugène Hins et Désirée Brismée, Belges qui ont fait partie de la Première Internationale. Après l’amnistie des communards, le mouvement libre-penseur se structure.
- 1881 : le congrès international de Paris définit la Libre-Pensée comme une « société rationaliste et athéistique ».
- Septembre 1889 : à Paris, Congrès universel de la Libre-Pensée, qui affirme « La libre-pensée a été, est et sera la véritable émancipation de l’humanité ». Lorsqu’elle aura accompli son œuvre, « nous pourrons voir notre idéal se réaliser, c’est-à-dire voir : la paix internationale, la paix intérieure, l’outil à l’ouvrier, la terre au laboureur, enfin la fortune publique à tous, la Liberté, l’Égalité, la Fraternité ne plus être de vains mots, et la République être triomphante ».
- 1890 : création de la Fédération française de la Libre-Pensée.
- Novembre 1902 : à l’initiative de Victor Charbonnel, directeur de l’hebdomadaire anticlérical La Raison formation d’une Association nationale des libres-penseurs de France qui « agira parallèlement à la fédération française ». Dans la Commission exécutive :
  - des socialistes, comme Jean Allemane, Aristide Briand, Marcel Sembat ;
  - des radicaux, comme Ferdinand Buisson ;
  - des dreyfusards, comme Alphonse Aulard ;
  - des anarchistes, comme Sébastien Faure.
- Janvier 1903 : Marcellin Berthelot, rejoint un peu plus tard par Anatole France, accepte la présidence d’honneur du mouvement. À cette époque La Raison tire à 37 000 exemplaires et évalue le nombre de ses lecteurs à 150 000. La Raison fait campagne contre les infiltrations cléricales dans l’Université, soutient la politique d'Émile Combes. L’Association nationale contribue largement, sous la direction de Ferdinand Buisson, à créer l’atmosphère et à propager l’état d’esprit d’où doit sortir la séparation.
- 1904 : fin septembre, se tient le Congrès international des libres penseurs dit le « Congrès de Rome », avec grand défilé à la Porta Pia au chant des hymnes révolutionnaires. Son succès est éclatant par le nombre (3 000 personnes) et la valeur des personnalités qui participent à ses travaux. Le Congrès de Rome marque une date mémorable dans l’histoire de la Libre-Pensée mondiale[3]. La Libre-Pensée détermine sa position à partir des trois grands principes définis par la charte qui est adoptée à l’unanimité au Congrès international de Rome (22 septembre 1904) : « La Libre-Pensée est démocratique, laïque et sociale. Au nom de la dignité humaine, elle rejette le triple joug : du dogmatisme dans tous les domaines et en particulier, en matière religieuse et morale, du privilège en matière politique, du profit en matière économique ». En mai de cette année-là, Didier Dubucq a lancé son journal Les Corbeaux, résolument anticléricaliste.
- 1905 : Congrès mondial à Paris au palais du Trocadéro, auquel assiste André Lorulot, marqué par une solennelle réception des congressistes à l'Hôtel de ville et par l’inauguration, le 3 septembre, face au Sacré-Cœur, de la statue du chevalier de la Barre (statue détruite sous Pétain et jamais remplacée). Le Congrès se montre favorable à l’adhésion des libres-penseurs aux sociétés pacifistes, au désarmement général, à l’arbitrage international imposé et adopte la devise « Guerre à la guerre ». À l’occasion du congrès la Fédération française de la Libre-Pensée devient la Fédération nationale de la libre-pensée.
- 9 décembre 1905 : la loi de séparation des Églises et de l'État est promulguée. La Libre-Pensée triomphe.
- 1906 : fondation du journal La Calotte.
- Octobre 1912 : constitution à La Rochelle de l’Union fédérative de la Libre Pensée de France et des colonies.

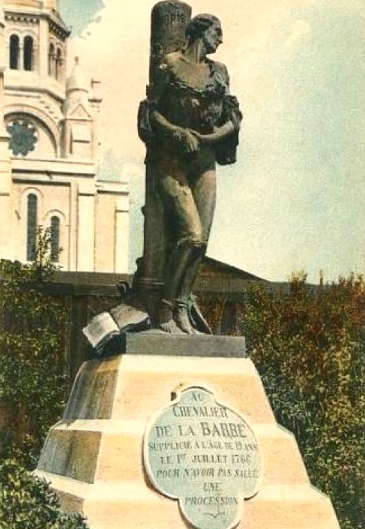
Statue en bronze du chevalier de la Barre par Armand Bloch (inaugurée en 1905 et détruite en 1941).
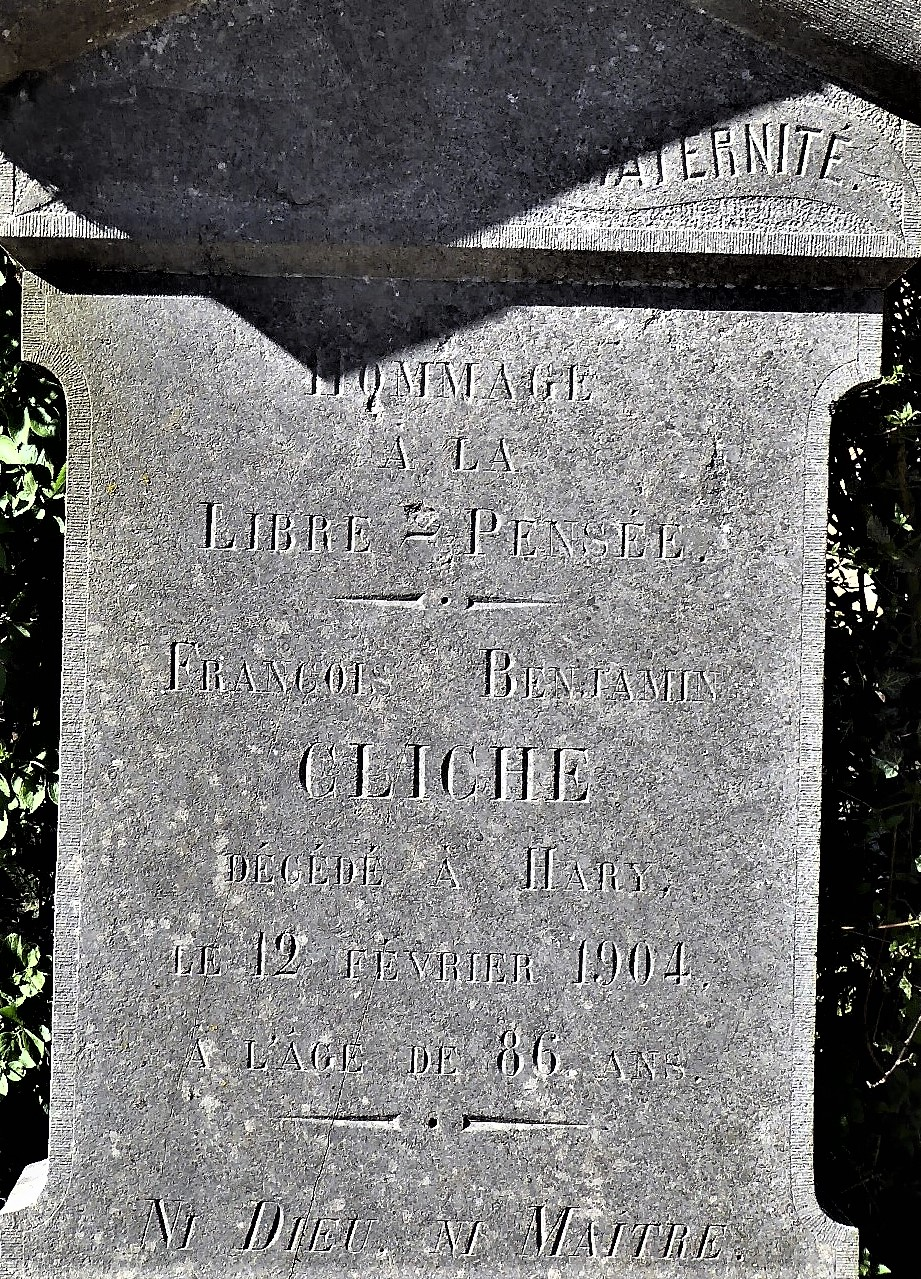
Tombe de libre penseur anarchiste à Hary : « Liberté, égalité, fraternité » « Ni Dieu, ni Maître ».

#### Déclin de l'entre-deux-guerres (1919-1939)
- 1921 : nouvelle scission. Création de la Fédération nationale de la Libre Pensée et d’action sociale, sous la direction d’un animateur qui tiendra désormais une place de premier plan dans le monde libre-penseur : André Lorulot.
- 1925 : réunification. Naissance de la Fédération nationale des libres-penseurs de France et des colonies. La charte dénonce « l’esprit de caste, l’appétit des oligarchies et les provocations nationalistes aussi néfastes que l’obscurantisme religieux » et fixe comme but à la Libre-Pensée « l’instauration d’une société libre, sans exploitation ni tyrannie d’aucune sorte ». Elle précise : « Indépendante de tous les partis, la Libre-Pensée fait appel à tous les hommes d’avant-garde sans exception : républicains, radicaux, socialistes, communistes, libertaires ». La même année, scission internationale avec l’apparition de la Fédération internationale de la Libre-Pensée prolétarienne plus connue sous le nom d’Organisation des travailleurs sans dieu. La nouvelle Fédération nationale continue à faire partie de l’ancienne Internationale toujours installée à Bruxelles.
- 16 août 1935 : la nouvelle Fédération nationale adhère au Front populaire et à la Commission du plan de la CGT.
- 29 décembre 1935 : à la Mutualité, à l’appel de la Libre-Pensée, constitution du Front laïque qui groupe, aux côtés des organisations laïques et rationalistes, tous les partis du Front populaire et qui reprend le programme traditionnel de la Fédération nationale :
  - suppression de toutes les subventions aux œuvres de caractère confessionnel,
  - suppression de l’ambassade au Vatican,
  - suppression des émissions de caractère religieux aux postes radiophoniques de l’État,
  - fermeture des écoles congréganistes illégalement ouvertes,
  - abrogation des derniers vestiges de la loi Falloux et du statut scolaire spécial d’Alsace-Moselle.
- 1936 : Congrès mondial à Prague. Réunification de deux internationales. Ce résultat est obtenu en grande partie grâce à la ténacité de la section française.
- Du 13 au 15 août 1936 : Congrès national d’unification avec les Travailleurs sans dieu. Les 3 918 membres de Sans-dieu viennent rejoindre les 24 300 membres de la Fédération nationale.
- 1938 : Congrès de Londres. Modification du titre de l’Internationale qui porte depuis lors le nom d’Union mondiale des libres-penseurs.
- 1939 : la Libre-Pensée, réunie en congrès à Clermont-Ferrand, se prononce pour le maintien des testaments des libres-penseurs et l’interrogation des candidats lors des élections. Le congrès dénonce un projet de loi en préparation par Daladier qui autoriserait le retour des congrégations religieuses. En septembre, la Libre Pensée, journal de la Fédération nationale, paraît sur 4 pages en titrant à la une : « La Libre Pensée continue ! » et publie l’appel du bureau national pour le maintien de l’Association. le journal La Vague remplace provisoirement La Calotte.

#### la Libre-Pensée en sommeil (1940)
- 1940 : en janvier, André Lorulot condamne l’agression soviétique contre la Finlande et appelle « au maintien des tendances de gauche et d’extrême-gauche au sein de la Libre-Pensée ». La Libre-Pensée édite des tracts et des médailles pour les soldats au front afin qu’il fasse respecter leur désir de funérailles civiles.
- 1940 - 1944 : L’Idée libre cesse de paraître après son ultime numéro de juin 1940. Elle reparaîtra en mars 1945. En octobre 1940, le gouvernement du maréchal Pétain interdit La Libre Pensée, mais par le biais de la solidarité, une action clandestine perdure cependant. Pendant la guerre, l’abbé Bergey, député de la Gironde, demande l’arrestation de Lorulot.
- 1945 : le gouvernement provisoire refuse la parution du journal La Libre Pensée et obtient l'interdiction pour l’association de parler à la radio. En avril, parution de la Libre Pensée no 1 qui titre : « L’École laïque en danger » et dénonce les catholiques infiltrés dans la Résistance pour protéger le clergé collaborationniste. André Lorulot dénonce l’Union nationale imposée qui interdit l’allocution radio de la Libre Pensée. Il rend hommage aux libres-penseurs disparus pendant la guerre : Joseph Turmel et Sébastien Faure, notamment. En novembre, la Libre Pensée titre : « Le M.R.P., voilà l’ennemi ! ». Jean Cotereau propose la reconstitution du Front laïque.
- 1946 : le Groupe d’Abbeville réorganise la manifestation La Barre le premier dimanche de juillet. Il existe alors diverses associations de libres-penseurs qui fusionnent le plus souvent sous l’égide de la Fédération Nationale. Le Front Laïque reconstitué s’appelle désormais le Cartel d’action laïque. Le congrès national se tient à Dijon et propose de créer un journal de propagande La Raison militante, qui sort en décembre et dont le rédacteur en chef est Jean Cotereau. La Libre Pensée se prononce pour la laïcisation de l’Alsace-Moselle, pour la nationalisation des pompes funèbres et exige la réérection de la statue du chevalier de La Barre à Montmartre. Jean Cotereau devient délégué permanent à la Propagande.
- 1947 : La Libre Pensée rend hommage au professeur Langevin qui vient de disparaître. Elle condamne les interventions militaires en Indochine et propose la reconstitution d’un intergroupe parlementaire des libres-penseurs.
- 1948 : la liste de tous les préfets et élus bafouant la laïcité en allant à des cérémonies religieuses est publiée. En mars, la Libre Pensée dénonce les subventions publiques aux écoles privées, et André Lorulot conclut son éditorial : « La bataille va donc s’engager à fond : pour ou contre les subventions aux écoles catholiques, c’est-à-dire pour ou contre l’École laïque ».
- 1949 : après le Congrès mondial de 1938 à Londres, se réunit pour la première fois depuis le Congrès de l’Union mondiale à Rome, sous le patronage de Jean Rostand, Jean Becquerel, Albert Bayet, Couchoud, Prosper Alfaric et Joliot-Curie.
- 1950 : en mai, il intitule son éditorial : « Les Munichois contre la laïcité » et écrit : « Et l’on voit d’excellents laïques (et même des "révolutionnaires" intrépides) considérer les libres-penseurs comme des maniaques de l’anticléricalisme et des "bouffeurs de curés" sans idéal ».

## Principes de la liberté de penser
La libre-pensée n'est pas une doctrine mais une méthode, une manière de conduire sa pensée et son action. C'est-à-dire qu'elle ne serait pas une affirmation de la vérité (doctrine) mais une recherche de la vérité, uniquement par la raison et l'expérience. Ceci est une notion présentée par Ferdinand Buisson au Congrès de Rome, 20-21-22 septembre 1904,.

### Recherche de l'idéal par la raison
En revanche, un libre-penseur accepte la méthode scientifique qui apporte des preuves, démontre par la logique et permet la reproductibilité expérimentale des résultats pour obtenir une connaissance qui n'a pas de caractère absolu ou immuable et reste modifiable par l'apport de nouveaux éléments, de nouvelles découvertes. Philosophiquement cela revient à rechercher :
- le vrai par la science ;
- le bien par la morale ;
- le beau par l'art.

Cette méthode ne nie pas l'intuition, le pressentiment et la notion de foi comme moteurs inventifs des arts, des cultures et des mythes humains, mais les sépare rigoureusement des faits matériels, physiques, chimiques et biologiques, ou encore de la logique mathématique, qui pour leur part sont vérifiables. Cette séparation philosophique basée sur la raison contribue aussi à fonder la notion de laïcité.
Pour le libre-penseur, il n'y a aucune autorité qui puisse s'opposer à la raison. C'est pourquoi il rejette toute croyance imposée et toute autorité imposant :
- une tradition, une croyance ;
- une législation ou un pouvoir public basés sur une tradition ou une croyance ;
- des limitations à liberté de conscience d'un individu.

Deux courants philosophiques divergent parmi les libres-penseurs :
- l'un se base uniquement sur l'acquis par opposition à l'inné et le déterminisme matérialiste en vertu du principe de causalité, du passé et de l'objectivité des lois de la physique ;
- l'autre accepte la composante anthropologique du genre humain qu'il juge essentielle, et dont la subjectivité, en vertu du hasard, du principe d'incertitude et de la théorie du chaos, rend imprévisible même un système physique purement causal[6].

## Applications de ces principes

### La laïcité
Selon les libres-penseurs, l'organisation sociale doit être soumise aux lois de la raison : en conséquence, une société s'inspirant des principes de la laïcité ne peut assurer la liberté de conscience pour tous (dont celle de croire ou de ne pas croire) qu'en séparant strictement les services publics des organisations à caractère confessionnel et en évitant, dans la loi, toute référence aux codes, dogmes et rituels religieux, tout en laissant aux organisations publiques le choix d'en tenir compte ou non, comme dans le cas des cantines scolaires publiques.
Ainsi la société doit :
- être neutre envers les différentes religions ;
- séparer les organisations confessionnelles de l'État.

Il n'y a alors pour les églises plus aucune influence dans les affaires publiques, mais il est garanti aux opinions et aux organisations religieuses la même liberté qu'à toutes les opinions et organisations.
Une telle société n'exclurait ou ne négligerait plus aucun citoyen et ne le priverait de la possibilité d'exercer tous ses droits tout en assumant tous ses devoirs.
En conclusion, la libre-pensée est, par principe et par intention, laïque, démocratique et sociale, même si tous les libres-penseurs n'accordent pas au terme « démocratique » le même sens, puisque selon les plus « matérialistes » la souveraineté populaire ne peut s'exercer qu'en commun et de manière participative, tandis que selon les plus « humanistes » seul l'exercice individuel et de manière représentative peut limiter les dérives populistes ou clientélistes et préserver les libertés personnelles. Cependant, tous les libres-penseurs s'accordent pour rejeter, au nom de la dignité humaine, le pouvoir de l'autorité religieuse en matière civile, le pouvoir de l'autorité civile en matière religieuse, le pouvoir régalien en matière politique et la primauté du capital sur le social en matière économique. Ils s'accordent aussi sur la nécessité d'émanciper l'esprit humain pour mettre fin aux aliénations, au fatalisme, aux intolérances, aux discriminations, aux identités communautaristes qui se substituent à l'identité humaine de chacun, et pour pouvoir mettre en place, que ce soit par la révolution ou par la réforme progressive mais socialement progressiste, de nouvelles structures sociales, économiques et politiques, qui restent leur objectif commun.

## Par pays

### Aux États-Unis

#### AuXIXesiècle
Le premier mouvement se réclamant de la libre-pensée apparaît aux États-Unis en 1827 lorsqu'est créée la « Free Press Association » pour défendre George Houston, éditeur du The Correspondant, un journal qui critique la Bible alors qu'il est encore possible d'être condamné par les tribunaux pour le crime de blasphème. Houston a aidé à la création d'une communauté owéniste à Haverstraw (État de New York) en 1826-1827. La publication éphémère de The Correspondant est suivie par la création du Free Inquirer, l'organe officiel de la communauté oweniste New Harmony (Indiana) publié à New York par Fanny Wright et Robert Dale Owen entre 1828 et 1832. Pendant ce temps, Robert Dale Owen cherche à introduire le concept de scepticisme, issu du courant libre-penseur dans le Parti ouvrier socialiste d'Amérique. En 1836, il crée la « United States Moral and Philosophical Society for the General Diffusion of Useful Knowledge » (La Société philosophique et morale des États-Unis pour la diffusion du savoir utile). Cette société publie The Beacon, édité par Gilbert Vale.
Venus d'Allemagne après la révolution de Mars, des immigrants anticléricaux et libres-penseurs ont trouvé refuge aux États-Unis dans l'espoir de trouver un endroit où ils seraient en mesure de vivre selon leurs principes et sans interférence des autorités gouvernementales et ecclésiastiques. Ces libres-penseurs appellent leurs communautés Freie Gemeinde (libre-communauté) et la première d'entre elles est fondée en 1850 à Saint-Louis (Missouri). D'autres communautés sont constituées en Pennsylvanie, en Californie, en Illinois, au Wisconsin,, au Texas, dans l'État de New York, dans la capitale Washington et à plusieurs autres endroits.
La fin du XIXe siècle voit le déclin de ces sociétés qui disparaissent une à une au début du XXe siècle.
En 1873, le libre-penseur D. M. Bennett (en) fonde et édite le Truth Seeker, un périodique radical faisant la promotion de la libre-pensée et d'autres idées réformistes.

#### AuXXeet auXXIesiècle
Les athées américains (American Atheists) forment une des premières associations en Amérique du Nord militant pour la stricte séparation des Églises et de l'État. Elle est fondée en 1963 par Madalyn Murray O'Hair et appuie ses revendications sur les principes de la Déclaration d'Indépendance et sur la Constitution. Elle engage de nombreux procès contre les institutions publiques qui violent les principes de la laïcité. Environ 2 200 membres participent régulièrement à la convention nationale de l'association et aux nombreuses réunions régionales. Ellen Johnson en est la présidente depuis 1995. Le siège de l'association se trouve dans le New Jersey à Cranford.
Le 2 novembre 2002, au cours de la marche des athées américains sur Washington DC (Godless Americans March on Washington en anglais), Ellen Johnson annonce la création du Comité d'action politique des athées américains (Godless Americans Political Action Committee, GAMPAC), afin de faire pression sur les candidats aux élections. Il est officiellement lancé le 9 mars 2004 et a soutenu le candidat catholique John Kerry aux présidentielles de 2004.

### En Allemagne
En 1881, Ludwig Büchner fonde à Francfort la Ligue allemande des libres-penseurs (Deutscher Freidenkerbund), permettant aux athées de ce pays de se déclarer publiquement pour la première fois.

### En Angleterre
Le terme free-thinker apparaît à la fin du XVIIe siècle en Angleterre pour qualifier ceux qui s'opposaient à l'Église institutionnelle (anglicane) et la croyance dans une lecture littérale de la Bible. Ces gens croyaient que la compréhension du monde et de l'univers pouvait être atteinte par l'observation de la nature. Cette position a été documentée pour la première fois en 1697 par William Molyneux dans une lettre célèbre à John Locke et d'une façon encore plus marquée en 1713 quand Anthony Collins écrit son Discourse of Free-thinking qui connut un grand succès.

### En Belgique
1863 : fondation à Bruxelles de La Libre-Pensée, association pour l’émancipation des consciences par l’instruction et l’organisation des enterrements civils.
Il existe une laïcité philosophique en Belgique qui est sans équivalent dans le monde. Ce sont particulièrement les tenants de cette philosophie qui prônent le libre examen, soit le rejet de l'argument d'autorité quel que soit le sujet, la mise en question permanente des idées, la réflexion critique, la recherche active de l’émancipation de l’être humain à l’égard de toutes formes de conditionnement, d’assujettissement et de discrimination. Mais la mise en question des valeurs n'est pas qu'une affaire de rejet automatique, ce qui les distingue de beaucoup d'autres libres-penseurs. Il s'agit plutôt de trouver, au travers de leur propre réflexion, des valeurs véritables et constructives à opposer aux croyances et conditionnements. L'enseignement dispensé à l'Université libre de Bruxelles est basé sur la libre pensée et le libre examen, l'université ayant été fondée en 1835 en réaction à l'emprise de l'église catholique. Et c'est en suite logique que, dès 1836, le Bruxellois Charles Buls se voue à la défense et à la promotion de l'enseignement laïc pour tous, ce qui finira par la création, en 1864, de la Ligue de l'enseignement belge, la première au monde, association vouée à la défense et à la promotion de l'enseignement pour tous dans l'esprit de la libre-pensée. Sur la pelouse centrale de l'avenue Roosevelt se dresse, devant l'université, la silhouette allégorique en bronze d'un homme idéalisé dressant un flambeau représentant la liberté de pensée, statue dédiée au martyr espagnol de la laïcité Francisco Ferrer[non neutre][réf. nécessaire].

### En Espagne
- Agustín García Calvo ;
- Fernando Lozano Montes ;
- Francisco Ferrer ;
- Rafael Sánchez Ferlosio ;
- Rosario de Acuña;
- Arturo Pérez-Reverte.

### En France
Une montée de la libre-pensée en France est apparue à la fin des années 1860. Les adhérents de cette association s'attaquent aux dogmes de l'Église, privilégiant les cérémonies républicaines tels que le baptême et l'enterrement civils, et ils organisent surtout de grands banquets fraternels le Vendredi dit saint où, au milieu des débats d'idées, ils consomment de la viande en réaction contre la pratique chrétienne du jeûne.
Plusieurs associations se réclament de la libre-pensée, parmi lesquelles la Fédération nationale de la libre pensée, la plus ancienne association de France, et l'Association des libres-penseurs de France, à dominante humaniste et agnostique : celle-ci a été constituée en 1995 en raison de différends idéologiques avec la nouvelle (depuis 1992) majorité matérialiste et athée de la Fédération nationale, différends portant notamment sur l'existence d'un "entrisme" "trotsko-lambertiste" à la Libre-Pensée. Aujourd'hui, les deux associations s'opposent sur leur appréciation des relations entre islam et laïcité : la FNLP s'oppose aux législations sur le port du voile et aux restrictions légales imposées au culte musulman, tandis que l'ADLPF dénonce un "entrisme islamiste dans la société et l'éducation" et voit dans la FNLP une organisation "trotskyste islamo-compatible" tandis qu'en 2015, la FNLP jugeait : "l'ADLPF ne représente rien (…) [et] est dans l'incapacité la plus totale de faire quoi ce que soit par elle-même".